# Gertrud Arndt
Gertrud Arndt (* am 20. September 1903 als Gertrud Hantschk in Ratibor; † 10. Juli 2000 in Darmstadt) war eine deutsche Bauhausschülerin und Fotografin.

## Leben
Gertrud Hantschks Vater war Werkmeister in der Lederindustrie, sie war das jüngste von vier Kindern. Seit 1916 lebte ihre Familie in Erfurt, wo sie ab 1919 eine Lehre in Karl Meinhardts Architekturbüro machte und begann, für die Firma zu fotografieren. Sie besuchte die Kunstgewerbeschule in Erfurt mit dem Berufswunsch Architektin. Im Wintersemester 1923 wurde sie für den Vorkurs am Bauhaus Weimar aufgenommen, in dem sie bei Paul Klee und László Moholy-Nagy Unterricht hatte. Ihren Ausbildungswunsch Architektin konnte sie am Bauhaus nicht realisieren, sie erhielt stattdessen einen Ausbildungsplatz in der Werkstatt für Weberei am Bauhaus. Nach drei Jahren machte sie die Gesellenprüfung vor der Webereiinnung in Glauchau. Ein Knüpfteppich nach ihrem Entwurf wurde vom Hamburger Reeder Eberhard Thost beim Bauhaus bestellt, ein Teppich der zeitweise in Walter Gropius’ Direktorenzimmer in Weimar lag, konnte nach den Vorlagen später noch einmal nachgewebt werden. Nach Abschluss ihrer Ausbildung ging sie der Textilarbeit nicht mehr nach.
Darüber hinaus verbesserte sie autodidaktisch ihre fotografischen Techniken. 1927 heiratete sie den Bauhausabsolventen Alfred Arndt und siedelte zu ihm nach Probstzella um, wo er als Architekt am Bau des Hauses des Volkes beteiligt war. Sie hatten zwei Kinder; 1931 kam ihre Tochter Alexandra zur Welt und 1937 ihr Sohn Hugo. Gertrud Arndt kümmerte sich um die Familie, ihr eigener Berufstraum hatte sich nicht erfüllt. Als Alfred Arndt 1929 vom Bauhausdirektor Hannes Meyer ans Bauhaus berufen wurde, kehrten die Arndts zurück an das Dessauer Bauhaus und zogen in eines der Meisterhäuser in der Burgkühnauer Allee. Alfred Arndt wurde Leiter der Ausbauwerkstatt, in der Metallwerkstatt, Tischlerei und Wandmalerei vereinigt waren.
Dort nutzte Gertrud Arndt das Badezimmer auch als Dunkelkammer. Das Ehepaar war mit Gunta Stölzl befreundet. Walter Peterhans baute in dieser Zeit den systematischen Unterricht in der Fotografie am Bauhaus auf, Arndt nahm daran nicht teil, da sie die dort vermittelten technischen Aspekte bereits beherrschte.
Nach der politisch motivierten Schließung des Bauhauses 1932 arbeitete Alfred Arndt wieder in Probstzella, Gertrud Arndt kümmerte sich um die Familie. 1948 flüchtete die Familie aus der Sowjetzone nach Westdeutschland und siedelte sich in Darmstadt an.
Aus den Jahren 1926 bis 1932 existiert eine umfangreiche Sammlung von Gertrud Arndts Amateurfotos, die sie daheim selbst entwickelt hatte. Arndt hatte 1929/30 eine Serie von 43 Selbstporträts erstellt, die sie als „Maskenportraits“ betitelte. Sie porträtierte auch ihre Bauhauskommilitonin Otti Berger. Ihre fotografische Arbeiten wurden erst 1979 mit einer Ausstellung im Museum Folkwang durch Ute Eskildsen für die Bauhausforschung entdeckt. 2022 wurden ihre Werke auf der 59. Biennale di Venezia gezeigt.

## Würdigung
Bernd Wiesemanns Bauhaus-Suite für Kinderklavier von 1994 enthält ein Stück mit dem Titel Portrait von Gertrud Arndt.

## Ausstellungskataloge
- Bauhaus und neues sehen : Fotografien von Lucia Moholy, Gertrud Arndt, Elsbeth Juda. Ausstellungskatalog. Justus-von-Liebig-Verlag Darmstadt, 2013.
- Christian Wolsdorff: Eigentlich wollte ich ja Architektin werden. Gertrud Arndt als Weberin und Photographin am Bauhaus 1923–31. Ausstellungskatalog. Bauhaus-Archiv Berlin, 2013.
- Sabina Leßmann: Gertrud Arndt : Photographien der Bauhaus-Künstlerin. Ausstellungskatalog. Das Verborgene Museum Berlin, 1994.
- Gerhard Leistner, Werner Timm: Alfred Arndt, Gertrud Arndt. Zwei Künstler aus dem Bauhaus. Museum Ostdeutsche Galerie Regensburg, 8.6.–14.7.1991, ISBN 978-3-89188-056-2.
- Radikal! Künstlerinnen* und Moderne 1910–1950. Verlag der Buchhandlung Walther und Franz König, Köln 2024, ISBN 978-3-7533-0541-7.
- Kai Uwe Schierz, Patrick Rössler, Miriam Krautwurst, Elizabeth Otto (Hrsg.): 4 „Bauhausmädels“: Gertrud Arndt, Marianne Brandt, Margarete Heymann, Margaretha Reichardt. Sandstein Verlag, Dresden 2019, ISBN 978-3-95498-459-6.